# Quinn McDowell
Quinn Thomas McDowell (Mason, 13 gennaio 1990) è un allenatore di pallacanestro ed ex cestista statunitense.

## Palmarès

### Giocatore
- Copa Príncipe de Asturias: 1

Palencia: 2015